# گیلگمش (اپرای سایگون)
گیلگمش (شماره ۶۵) اپرایی در سه پرده و دوازده صحنه است که توسط احمد عدنان سایگون ساخته شده و با متنی به زبان ترکی توسط منیر هایری اگلی ساخته شده است. این اپرا بر اساس حماسه گیلگمش از سال ۱۹۶۴ تا ۱۹۸۳ ساخته شد، اما در نسخه اولیه در سال ۱۹۷۰ به نمایش درآمد. ریشه این اثر در اپرایی به همین نام از نویت کودالی با متن اورهان آسنا بود. که برای اولین بار در سال ۱۹۶۴ در آنکارا به نمایش درآمد، اما سایگون و خواننده آهنگسازی او مأمور شدند هم موسیقی و هم متن را بازنویسی کنند.